# Audio (revista)
La revista Audio fue una publicación periódica editada entre 1947 y 2000, llegando a ser la revista de audio de más larga duración en los Estados Unidos. Contenía análisis de productos y tecnología de audio, así como artículos informativos sobre temas tales como acústica, psicoacústica y el arte de escuchar. Audio se consideraba la sucesora de la revista Radio, fundada en 1917.

## Historia
Audio comenzó su vida en Mineola, Nueva York, en 1947 como Audio Engineering, con el propósito de publicar nuevos desarrollos en ingeniería de audio. En 1948, se estableció la Sociedad de Ingeniería de Audio (AES) y en 1953 comenzaron a publicar su periódico académico definitivo, el Journal of the Audio Engineering Society. La revista Audio Engineering eliminó la palabra "ingeniería" en 1954 y cambió a un enfoque más orientado al consumidor y al aficionado, manteniendo un punto de vista científico serio. En 1966, la sede de la revista se trasladó a Filadelfia y la publicación periódica fue impresa por la North American Publishing Company.
En 1979, CBS compró Audio a su editor de Filadelfia y trasladó sus operaciones a Nueva York. Posteriormente, CBS adquirió un grupo de revistas de Ziff-Davis, incluido su competidor Stereo Review, que pronto se encontró compartiendo espacio de oficina (pero no personal) con Audio. En octubre de 1987, Peter Diamandis lideró una compra por parte de la gerencia de la división de revistas de CBS con 19 revistas con 650 millones de dólares de financiación concedidos por Prudential Insurance. Diamandis Communications Inc. pronto vendió siete de las revistas por 243 millones y en abril de 1988 vendió Audio y el resto de las revistas a Hachette Filipacchi Médias por 712 millones de dólares. Peter Diamandis mantuvo el control del grupo de revistas y en 1989 compró la revista de audio de la competencia High Fidelity y fusionó sus listas de suscripciones y anunciantes con las de Stereo Review, despidiendo al personal de High Fidelity y cancelando su impresión.
La última aparición de Audio fue la edición combinada de febrero/marzo de 2000. El editor del grupo estadounidense Hachette Filipacchi Media, Tony Catalano, dijo a los periodistas que los problemas en el sector del audio de alto rendimiento llevaron a la cancelación de la revista. Sound & Vision, el sucesor de Stereo Review, se convertiría en la única revista del grupo editorial conteniendo reseñas de equipos de audio para el hogar.

## Colaboradores y contenido
Eugene "Gene" Pitts III ejerció durante más de 22 años como editor de Audio, antes de ser reemplazado en 1995 por Michael Riggs, editor ejecutivo de Stereo Review y ex editor de High Fidelity, a quien luego se unió en 1999 Corey Greenberg en un intento de última hora por revertir la caída de los ingresos publicitarios. Pitts pasó a comprar The Audiophile Voice en 1995, propiedad de The Audiophile Society, un club radicado en el área de los tres estados alrededor de la ciudad de Nueva York.
La revista Audio era conocida por sus revisiones de equipos, que eran inusuales por su concentración en mediciones y especificaciones objetivas más que en opiniones subjetivas. Entre sus colaboradores figuraban respetados ingenieros de audio, muchos activos en la AES. Harry F. Olson, Howard A. Chinn, John K. Hilliard, Harvey Fletcher y Hermon Hosmer Scott, todos galardonados con la Medalla de Oro de la AES, estuvieron entre los expertos pioneros que llevaron sus descubrimientos a las páginas de la revista. Richard Heyser, inventor de la espectrometría de retardo de tiempo, escribió artículos para Audio en la década de 1980, incluida su columna Audio's Rosetta Stone, llegando a revisar personalmente los altavoces durante su breve mandato. Don Keele sucedió a Heyser, utilizando el análisis TEF en sus reseñas de altavoces. Don Davis, fundador de Syn-Aud-Con, escribió artículos y cartas ocasionales al editor. Ken Pohlmann, autor y educador de audio digital, y David Clark, fundador de la compañía David Clark y experto en procedimientos de prueba de doble ciego imparciales y creador de la prueba ABX, escribieron artículos para Audio.
En 1972, Robert W. "Bob" Carver escribió un artículo sobre su diseño de amplificador de 700 vatios, el Phase Linear PL-700. A partir de entonces, los productos de Carver se revisaron a menudo en la revista. El propio Bob Carver escribió un artículo sobre su desarrollo de la holografía sónica, un experimento de psicoacústica aplicado a la física de los altavoces.
En 1984, apareció una columna llamada Auricles, que proporcionaba revisiones de equipos puramente subjetivas, que no incluían mediciones de rendimiento ni enfatizaban las especificaciones, y se invitó a nuevos colaboradores que no eran ingenieros a revisar productos de audio. Después de una década de Auricles, algunos observadores calificaron el cambio en el contenido editorial como una concesión a la "fantasía".